# Дунсянський автономний повіт
35°39′47″ пн. ш. 103°23′15″ сх. д. / 35.66292° пн. ш. 103.3874° сх. д.
Дунсянський автономний повіт (кит. 东乡族自治县, пін. Dōngxiāngzú Zìzhìxiàn) — один із повітів КНР у складі Лінься-Хуейської автономної префектури, провінція Ганьсу. Адміністративний центр — містечко Сонань.

## Географія
Дунсянський автономний повіт лежить на висоті понад 2360 метрів над рівнем моря на південь від Хуанхе.

### Клімат
Повіт знаходиться у зоні, котра характеризується вологим континентальним кліматом. Найтепліший місяць — червень із середньою температурою 16,5 °C. Найхолодніший місяць — січень, із середньою температурою -6,6 °С.
| Клімат повіту Дунсян    | Клімат повіту Дунсян | Клімат повіту Дунсян | Клімат повіту Дунсян | Клімат повіту Дунсян | Клімат повіту Дунсян | Клімат повіту Дунсян | Клімат повіту Дунсян | Клімат повіту Дунсян | Клімат повіту Дунсян | Клімат повіту Дунсян | Клімат повіту Дунсян | Клімат повіту Дунсян | Клімат повіту Дунсян |
| Показник                | Січ.                 | Лют.                 | Бер.                 | Квіт.                | Трав.                | Черв.                | Лип.                 | Серп.                | Вер.                 | Жовт.                | Лист.                | Груд.                | Рік                  |
| Середній максимум, °C   | −1,3                 | 1,5                  | 6,4                  | 12,8                 | 17,1                 | 20,1                 | 22,1                 | 21,1                 | 16,2                 | 10,7                 | 5,6                  | 0,5                  | 11,1                 |
| Середня температура, °C | −6,6                 | −4                   | 0,7                  | 6,6                  | 11,1                 | 14,4                 | 16,5                 | 15,6                 | 11,3                 | 5,8                  | 0,3                  | −4,8                 | 5,6                  |
| Середній мінімум, °C    | −10,2                | −7,8                 | −3,2                 | 2,1                  | 6,7                  | 10,3                 | 12,4                 | 11,6                 | 8                    | 2,5                  | −3,3                 | −8,4                 | 1,7                  |
| Норма опадів, мм        | 5.4                  | 8                    | 20.4                 | 32.1                 | 63.3                 | 81.4                 | 99.7                 | 101.1                | 76.5                 | 38.3                 | 6.1                  | 2.6                  | 534.9                |
| Вологість повітря, %    | 53                   | 56                   | 57                   | 55                   | 58                   | 65                   | 70                   | 72                   | 75                   | 72                   | 56                   | 51                   | 61.7                 |
| ----------------------- | -------------------- | -------------------- | -------------------- | -------------------- | -------------------- | -------------------- | -------------------- | -------------------- | -------------------- | -------------------- | -------------------- | -------------------- | -------------------- |
| Джерело: data.cma.cn    |                      |                      |                      |                      |                      |                      |                      |                      |                      |                      |                      |                      |                      |